# Sergiusz Trzeciak
Sergiusz Trzeciak (ur. 15 kwietnia 1976 w Poznaniu) – polski politolog, prawnik, specjalista do spraw marketingu politycznego, wizerunku publicznego, komunikacji strategicznej i public affairs, konsultant i trener.

## Życiorys
Ukończył studia prawnicze na Uniwersytecie im. Adama Mickiewicza w Poznaniu oraz prawo konstytucyjne porównawcze na Uniwersytecie Środkowoeuropejskim w Budapeszcie (LLM in Comparative Constitutional Law). W 2006 uzyskał stopień doktora w zakresie stosunków międzynarodowych (Ph.D. in International Relations) prestiżowej London School of Economics and Political Science (na podstawie rozprawy The Influence of Domestic Pressure on Poland's Negotation Positions Towards EU Accession). W latach 2000–2001 stypendysta programu Chevening (British Council) na Oxford University (St Antony’s College).
Od 1997 pracuje jako konsultant polityczny i specjalista od marketingu politycznego. Szkolił polityków i samorządowców, przygotowywał strategie komunikacyjne dla partii politycznych i komitetów wyborczych.
Ekspert w projektach międzynarodowych dotyczących komunikacji politycznej i wyborów, współpracujący m.in. z OBWE w zakresie budowy i rozwoju partii politycznych, organizacji pozarządowych i komunikacji politycznej w krajach Europy, Azji Centralnej i Afryki Północnej.
Absolwent pierwszej edycji Szkoły Liderów założonej przez prof. Zbigniewa Pełczyńskiego i jej wieloletni wykładowca. Wykładowca w Collegium Civitas w Warszawie w latach 2007-2020. Wykładowca na studiach Executive MBA i Doctoral Business Administration w Polskiej Akademii Nauk. Prowadził zajęcia w Wyższej Szkole Bankowej. W latach 2006–2008 Prezes Zarządu Instytutu Sobieskiego.
Uczestnik i prelegent m.in. Forum Ekonomicznego w Krynicy, Europejskiego Kongresu Gospodarczego, Europejskiego Kongresu Samorządów.
Założyciel Fundacji Polski Instytut Liderów, której celem jest wspieranie młodych ludzi z potencjałem liderskim w obszarze biznesu, kultury, mediów, organizacji pozarządowych w rozwoju osobistym i zawodowym.
Prowadzi własną firmę Trzeciak Consulting. Współtwórca firmy Trzeciak Chmal, która zajmuje się m.in. doradztwem strategicznym.
Aktywnie komentuje bieżące wydarzenia w polskich mediach.

## Wybrane publikacje książkowe[1]
- Kampania wyborcza w internecie, Warszawa 2024, Wydawnictwo Sergiusz Trzeciak Consulting
- Mapa Kariery. Wystartuj/Przyspiesz/Zmień, Warszawa 2023, Wydawnictwo Sergiusz Trzeciak Consulting
- Drzewo kampanii wyborczej 2.0, czyli jak wygrać wybory, Warszawa 2023, Wydawnictwo Sergiusz Trzeciak Consulting
- PR w NGO. Jak poprzez markę osobistą zbudować markę organizacji? Warszawa 2022, Wydawnictwo Sergiusz Trzeciak Consulting[a].
- Personal branding for Leaders, Warszawa 2018 Książka została wydana przez ICAN Institute[4][b]
- Wizerunek publiczny w internecie. Kim jesteś w sieci?, Gliwice 2015[5]
- Coaching marki osobistej, czyli kariera lidera, Sopot 2015[5] Gdańskie Wydawnictwo Psychologiczne. Została wydana także w formacie audiobooka i e-booka.
- Drzewo kampanii wyborczej, czyli jak wygrać wybory, Sopot 2014[6]
- Poland's EU Accession, Londyn 2011, Książka wydana przez Routledge na podstawie pracy doktorskiej dla środowiska anglojęzycznego.
- Marketing polityczny w Internecie, Warszawa, 2010
- Gra o Europę. Negocjacje akcesyjne Polski z Unią Europejską, Warszawa 2010, Książka wydana przez Polski Instytut Spraw Międzynarodowych na podstawie pracy doktorskiej.
- Kampania wyborcza. Strategia sukcesu, Poznań, 2005
- Jak wygrać wybory samorządowe – poradnik dla sztabów wyborczych i kandydatów na radnych, Zielona Góra, 2002
- Strategie kampanii wyborczej, Lublin, 1998, 2002, 2005